# カスピ海沿岸低地

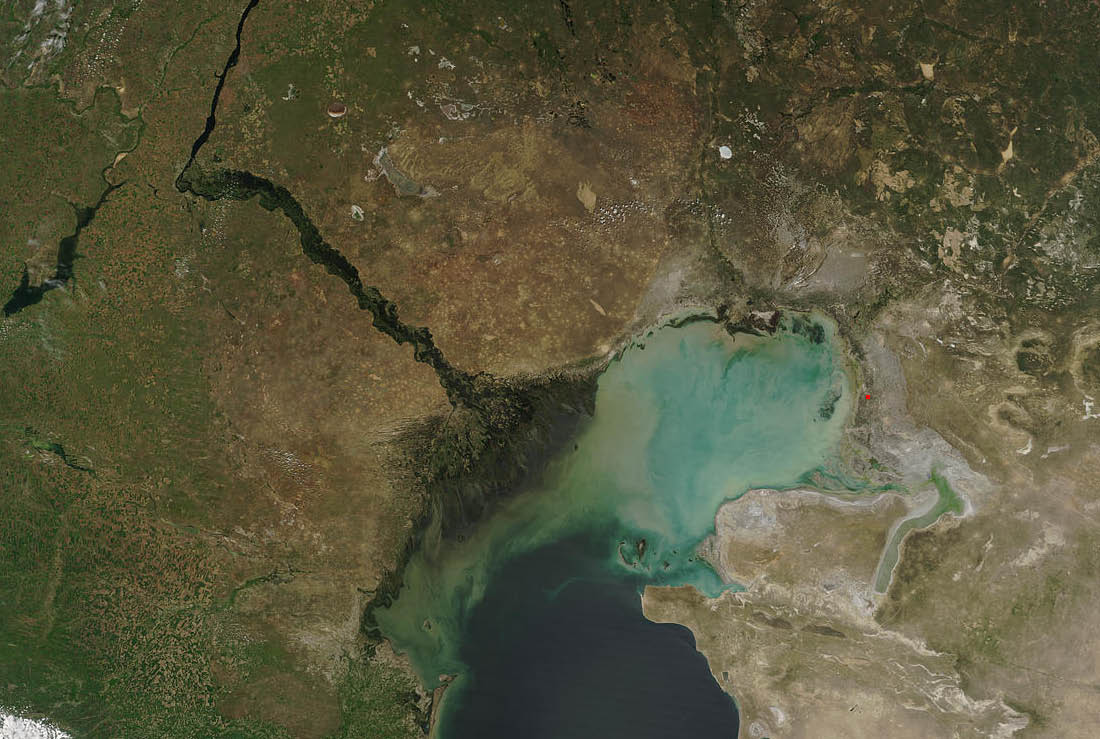
カスピ海沿岸低地付近の衛星写真。中央の黒い線はヴォルガ川

カスピ海沿岸低地（カスピかいえんがんていち、ロシア語:Прикаспийская низменность、カザフ語:Каспий маңы ойпаты）はカスピ海北岸一帯に広がる海面より低い地域である。面積約200,000km2。

## 概要
低地はロシア、カザフスタンにまたがっており、面積は日本の本州とほぼ同じである。ところどころに台地も存在しており、地域の主要都市であるロシアのアストラハンとカザフスタンのアティラウは台地の上にある。年間雨量が300㎜に満たない乾燥した気候のため洪水が発生することはほとんどない。
カスピ海の水面は-28mで、湖岸から100～200km以内は海面下である。最も低い地点は-130mに達する。水捌けが悪いため塩分が堆積して岩塩層を形成している。他に石油や天然ガスなどの資源も豊富である。

## 気候
1月の平均気温は北部で-14℃、南部で-8℃、7月の平均気温はそれぞれ22℃、24℃である。年降水量は150～300mm。

## 風土
古来から、地球が温暖になる度に何度も湖底になった地域であることもあり、砂や粘土堆積物が非常によく見られる。

### 沿岸部
ヴォルガ川とウラル川の三角州地帯、特にヴォルガ・デルタには湿地が多い。主な植生はセイヨウシロヤナギとセイヨウタチヤナギの河畔林、スゲ類の生えるタマリクス・ラモシッシマとオオナワシロイチゴの低木林、そしてヨシとホソバヒメガマが優占種のヨシ原がある。一帯はハスの生息の北限であり、ニシハイイロペリカン、アオサギ、ダイサギ、コブハクチョウ、マガモ、シマアジなどの水鳥の繁殖地、越冬地または中継地である。ロシアのヴォルガ・デルタ一帯は1976年にラムサール条約登録地となり、1984年にユネスコの生物圏保護区に指定された。カザフスタンのウラル・デルタと周辺のカスピ海岸は2009年にラムサール条約登録地となった。また、河口よりやや上流部のヴォルガ川とアフトゥバ川に挟まれる氾濫原には草地やヨーロッパナラなどのオークの樹林があり、2011年にユネスコの生物圏保護区に指定された。

### 東部地域
5～6月に吹く「スホベイ」という熱風の影響もあり東部の乾燥は特に著しく、低地に流れ込む小さな川は途中で涸れてしまうことが多い。よって次第に水に含まれるごく僅かな塩分が濃縮し土地が塩化してしまっているため、アシ原が広がるほかはあまり特筆すべき植物群は見られない。放牧も行われているが生産力は低い。工業は唯一エンバ川流域での石油の産出とバスクンチャク湖、エリトン湖などの塩湖で食塩の採取が行われているのみである。バスクンチャク湖を中心としたボグド・バスクンチャク自然保護区一帯は2021年にユネスコの生物圏保護区に指定された。

### 西部地域
カルムイク共和国のマヌィチ・グジロ湖を含む地域には草原と養魚池があり、ニシハイイロペリカン、カリガネ、アオガン、カオジロオタテガモ、サイガなどが生息している。一帯は「黒い土地自然保護区」をなし、1993年にユネスコの生物圏保護区に指定されたが、2021年に登録が撤回された。
ウラル川、ヴォルガ川、テレク川などの大河が流れており水を大量に得ることができるので、果樹、野菜などの栽培が盛んである。人口も多い。